# Jeff Landry
Jeffrey Martin Landry (* 23. prosince 1970 St. Martinville, Louisiana) je americký politik, právník a člen Republikánské strany, od ledna 2024 guvernér Louisiany.
Jedenáct let působil v americké armádě. V roce 2007 kandidoval do louisianského Senátu za 22. okrsek, přičemž ve volbě těsně prohrál s nestraníkem za Demokratickou stranu Troyem Hebertem. V letech 2011 až 2013 působil jako člen Sněmovny reprezentantů za louisianský třetí okrsek. V roce 2016 se stal generálním prokurátorem Louisiany, v této funkci působil do ledna 2024. Ve volbách v roce 2023 byl zvolen guvernérem poté, co porazil Demokrata Shawna Wilsona.
Je ženatý, má jedno dítě. Vyznáním je římský katolík.